# Чёрная (приток Тавды)
Чёрная — река в России, протекает по Свердловской области и Ханты-Мансийском АО. Устье реки находится в 440 км от устья по левому берегу реки Тавда. Длина реки составляет 218 км. Площадь водосборного бассейна — 3500 км².
Высота устья — 52 м над уровнем моря.

## Притоки
- Малая Речка (пр)
- 23 км: Чеш (пр)
- 32 км: Ахимка (пр)
- Окширья (лв)
- Осмакур (пр)
- 89 км: Соипья (пр)
- 91 км: Попуя (лв)
- 95 км: Няшичья (пр)
- Большая Пава (пр)
- Светлый (пр)
- Чебачий (лв)
- Таранья (пр)
- 137 км: Лоймья (лв)
- Капсанья (пр)
- 168 км: Неурья (лв)
- Дальный (пр)

## Данные водного реестра
По данным государственного водного реестра России относится к Иртышскому бассейновому округу, водохозяйственный участок реки — Тавда от истока и до устья, без реки Сосьва от истока до водомерного поста у деревни Морозково, речной подбассейн реки — Тобол. Речной бассейн реки — Иртыш.
Код объекта в государственном водном реестре — 14010502512111200012755.